# والس اورینتال
والس اورینتال (به اسپانیایی: Vallés Oriental) یک منطقهٔ مسکونی در اسپانیا است که در ناحیه شهری بارسلونا واقع شده‌است. والس اورینتال ۷۳۴٫۵ کیلومتر مربع مساحت و ۳۹۹٬۷۸۱ نفر جمعیت دارد.